# 皮亞季哈特基 (別里斯拉夫區)
47°11′19″N 33°29′28″E / 47.18861°N 33.49111°E
皮亞季哈特基（羅馬化：Piatykhatky）是位於烏克蘭南部的村莊，由赫爾松州貝里斯拉夫區的博羅津斯凱市鎮負責管轄。該村始建於1909年，面積0.54平方公里，海拔高度74米，2024年人口27，人口密度每平方公里582.9人。